# 正義霊社

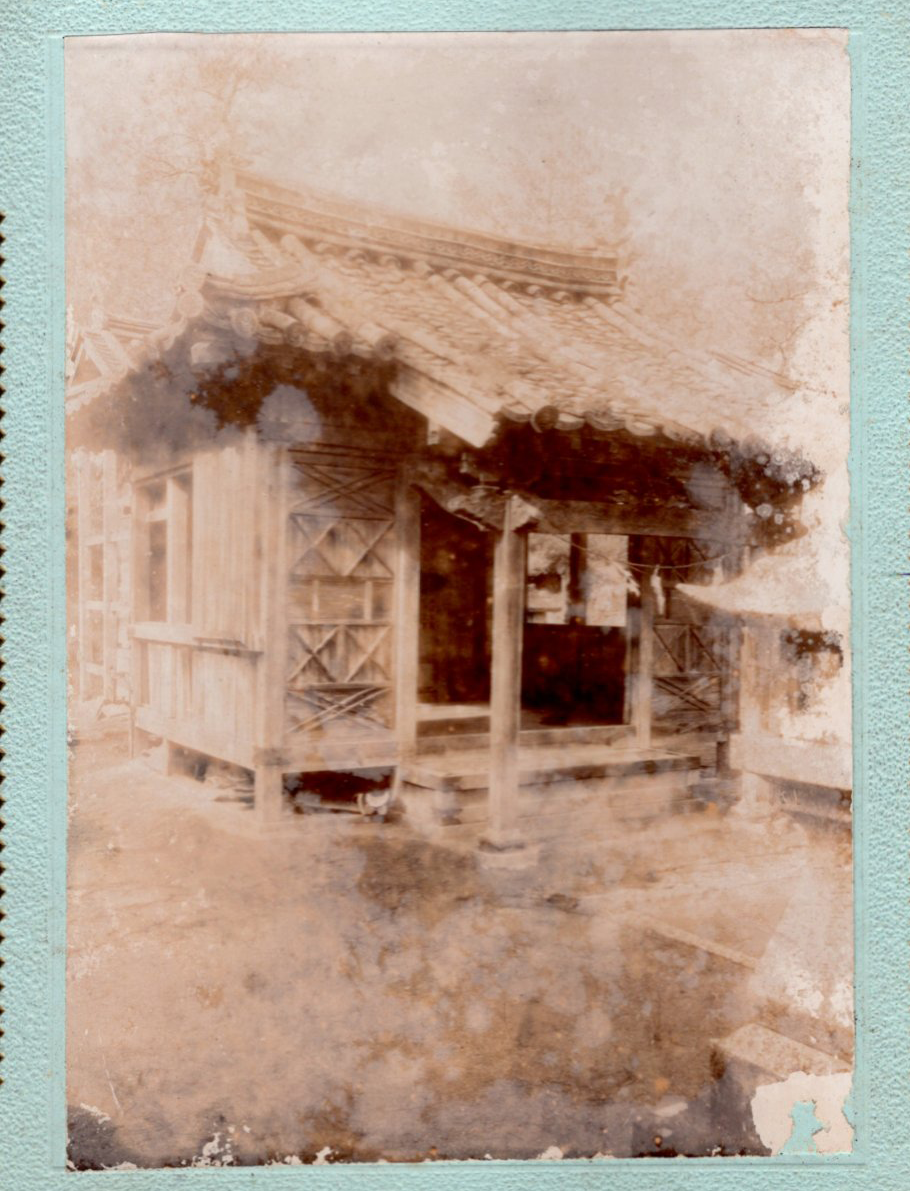
明治期の正義霊社

正義霊社（せいぎれいしゃ）は、山口県光市にある神社。立野村の給主・清水氏の氏神と清水宗治の神霊と清水親知の神霊を合祀している。
大正元年（1912年）10月2日、山口県知事・馬淵鋭太郎の承認のもとで神社としての社号が外された。このため宗教法人になっておらず、正式な神社ではない。
光市の景観計画として、正義霊社の景観の見直しが盛り込まれている。

## 解説
清水宗治の子・清水景治が現在の光市を給領地として得たときに、備中高松城から立野へと観請したことに始まる。
天和元年（1681年）、清水就治が宗治百回忌の際に、宗治の行動から正義霊社と称したことが亀趺塔に書かれている。
幕末までに一度焼失したが、文化13年（1816年）に清水就周が再建する。
最初は石造りの小さな祠が正義霊社であったが（防長風土注進案より）、元治元年（1864年）に清水親知の神霊を祀るにあたって、難波覃庵が隣の木造の神社と入れ替えた。
長州藩は正義派と俗論派に分かれており、親知は正義派に属したが、社号の由来との関連はない。
神社庁の宗教法人としての地位は外れており、神主は常駐していない。子孫により毎年鎮魂祭が執り行われている。